# Апаліна
Апаліна (рум. Apalina) — село у повіті Муреш в Румунії. Адміністративно підпорядковане місту Регін.
Село розташоване на відстані 279 км на північ від Бухареста, 25 км на північний схід від Тиргу-Муреша, 83 км на схід від Клуж-Напоки, 140 км на північний захід від Брашова.

## Населення
За даними перепису населення 2002 року у селі проживали 2826 осіб.
Національний склад населення села:
| Національність | Кількість осіб | Відсоток |
| -------------- | -------------- | -------- |
| цигани         | 1034           | 36,6%    |
| румуни         | 1006           | 35,6%    |
| угорці         | 781            | 27,6%    |

Рідною мовою назвали:
| Мова      | Кількість осіб | Відсоток |
| --------- | -------------- | -------- |
| румунська | 1059           | 37,5%    |
| угорська  | 907            | 32,1%    |
| циганська | 860            | 30,4%    |